# 다롄 지하철
다롄 지하철(중국어 간체자: 大连地铁, 정체자: 大連地鐵)은 중화인민공화국 랴오닝성 다롄시의 도시 철도이다.

## 노선

다롄 지하철 노선도

- ● 다롄 지하철 1호선
- ● 다롄 지하철 2호선
- ● 다롄 지하철 3호선
- ● 다롄 지하철 12호선

## 같이 보기
- 지하철 목록